# Ioan Lucian Vieru
Ioan Lucian Vieru (n. 4 ianuarie 1979, Roman, Neamț, România) este un fost alergător român care s-a specializat în proba de 400 metri.

## Carieră
Sportivul este multiplu campion național și balcanic. A participat la Campionatul European de Tineret din 2001 dar nu a reușit să se califice în finală. Anul următor a doborât recordul național de 400 de metri în sală la Jocurile Balcanice și a fost inclus în lot pentru Campionatul European în sală. La Viena atletul a corectat din nou de două ori recordul național și a cucerit medalia de bronz în urma polonezului Marek Plawgo și al suedezului Jimisola Laursen. La Campionatul Mondial în sală din 2003 s-a clasat pe locul 8. În anul 2004 a participat la Campionatul Mondial în sală de la Budapesta dar a fost exclus, fiind depistat pozitiv la un control antidoping și a primit doi ani de suspendare.
În 2006 el a revenit și a obținut locul 9 la Campionatul Mondial în sală cu ștafeta de 4x400 m a României. În sezonul de aer liber a stabilit în Franța un nou record național cu un timp de 45,60 secunde. Performanța a rezistat 15 ani, până când Robert Parge a doborât recordul. Apoi a ocupat la Campionatul European de la Göteborg locul 10 la 400 m și locul 6 la 4x400 m (Ioan Vieru, Vasile Boboș, Florin Suciu, Cătălin Cîmpeanu), stabilind un nou record național în semifinală cu timpul de 3:04,23 min.
La Campionatul European în sală din 2007 de la Birmingham ștafeta de 4x400 m a României a cucerit locul 5, doborând recordul național în sală cu un timp de 3:10,75 min. În același an Ioan Vieru a participat la Campionatul Mondial de la Osaka dar nu a reușit să se califice în finală. La Campionatul European în sală din 2009 sprinterul a cucerit medalia de bronz.
În 2004 el a fost decorat cu Medalia „Meritul Sportiv” clasa I.

## Realizări
| An   | Competiție                               | Locație                    | Loc | Eveniment | Note    |
| ---- | ---------------------------------------- | -------------------------- | --- | --------- | ------- |
| 2001 | Campionatul European de Tineret (sub 23) | Amsterdam, Olanda          | 14  | 400 m     | 47,58   |
| 2002 | Campionatul European în sală             | Viena, Austria             | 3   | 400 m     | 46,17   |
| 2002 | Campionatul European                     | München, Germania          | 17  | 400 m     | 46,54   |
| 2003 | Campionatul Mondial în sală              | Birmingham, Marea Britanie | 8   | 400 m     | 47,01   |
| 2003 | Campionatul Mondial                      | Paris, Franța              | 44  | 400 m     | 46,61   |
| 2003 | Campionatul Mondial                      | Paris, Franța              | 14  | 4x400 m   | 3:06,42 |
| 2004 | Campionatul Mondial în sală              | Budapesta, Ungaria         | –   | 400 m     | DS      |
| 2006 | Campionatul Mondial în sală              | Moscova, Rusia             | 9   | 4x400 m   | 3:13,93 |
| 2006 | Campionatul European                     | Göteborg, Suedia           | 10  | 400 m     | 45,83   |
| 2006 | Campionatul European                     | Göteborg, Suedia           | 6   | 4x400 m   | 3:04,53 |
| 2007 | Campionatul European în sală             | Birmingham, Marea Britanie | 5   | 4x400 m   | 3:10,75 |
| 2007 | Campionatul Mondial                      | Osaka, Japonia             | 42  | 400 m     | 46,78   |
| 2009 | Campionatul European în sală             | Torino, Italia             | 3   | 400 m     | 46,54   |

## Recorduri personale
| Probă           | Performanță | Dată             | Locație             |
| --------------- | ----------- | ---------------- | ------------------- |
| 200 m           | 21,02 s     | 8 iunie 2003     | București           |
| 400 m           | 45,60 s     | 2 iulie 2006     | Longeville-lès-Metz |
| 4x400 m         | 3:04,23 RN  | 12 august 2006   | Göteborg            |
| 200 m în sală   | 20,94 s RN  | 18 ianuarie 2004 | Mannheim            |
| 400 m în sală   | 45,94 s RN  | 2 martie 2002    | Viena               |
| 4x400 m în sală | 3:10,75     | 4 martie 2007    | Birmingham          |